# Міґель та Вільям
«Міґель та Вільям»  — комедійна мелодрама Інес Паріс «Мігель і Вільям» зіштовхує разом двох найбільших письменників свого часу, Шекспіра і Сервантеса, які насправді ніколи не зустрічалися.

## Зміст
Леонора збирається вийти заміж за герцога Обандо. Та все не так просто, адже в неї закохані два найбільших генії пера – Вільям Шекспір і Мігель де Сервантес. Обидва повинні написати п'єсу до її весілля. Вони змагаються між собою за почуття прекрасної жінки. З часом трикутник заплутується все складніше, інтригам немає кінця, але в підсумку все вирішується благополучно завдяки тому, що обидва залицяльника Леонори знаходять спільну мову.